# Donna Gigliotti
Donna Gigliotti (1955) é uma produtora estadunidense. Foi indicada ao Oscar de melhor filme por Hidden Figures, Silver Linings Playbook, The Reader e Shakespeare in Love; este último lhe rendeu a estatueta.

## Prêmios e indicações
- Indicado: Oscar de melhor filme, por Hidden Figures;
- Indicado: Oscar de melhor filme, por Silver Linings Playbook;
- Indicado: Oscar de melhor filme, por The Reader;
- Indicado: Oscar de melhor filme, por Shakespeare in Love;
- Indicado: BAFTA de melhor filme, por The Reader;[4]
- Venceu: BAFTA de melhor filme, por Shakespeare in Love;
- Indicado: Producers Guild of America Award, por Shakespeare in Love.[5]